# Laï
Laï (arabisch لادي) ist eine Stadt im Tschad. Sie liegt am Fluss Logone und ist die Hauptstadt der Provinz Tandjilé und des Départements Tandjilé Est. Am Ostrand der Stadt liegt der Flugplatz Laï.

## Geschichte
Die Stadt ist bekannt für die Schlacht von Laï während des Ersten Weltkriegs; im August 1914 wurde die Stadt von der deutschen Armee besetzt, bis sie im September von den Franzosen zurückerobert wurde.

## Demographie
| Jahr          | 2007   | 1993   |
| Einwohnerzahl | 20.261 | 14.272 |
| Quelle        | [ 2 ]  |        |